# SIG SG 550突擊步槍
SIG SG 550（Sturmgewehr 90）是由Swiss Arms AG（前身為SIG Arms AG）設計及製造的突擊步槍。

## 發展
在1970年代未期，瑞士軍隊打算研製一種新的小口徑步槍，以取代過時的Stgw 57（SIG 510）。
初步試驗是在5.6×48毫米伊格爾（Eiger）和6.5×48毫米GP80兩種彈藥之間進行選擇，原型槍則分別為SIG公司基於SG-540的基礎上改進的SG-541和國營伯爾尼兵工廠的SGC42。
不過，後來瑞士軍隊選用了北約的5.56×45毫米作為制式彈藥，並選中了SIG的方案，但他們要求需要對SG541再作進一步的改進。
在1983年，瑞士軍隊正式採用SG541的改進型，並定型為90式突擊步槍（法語：Fusil dassaut 90），簡稱Fass 90或Stgw 90。不過基於財政原因，Stgw 90直到1986年才開始投入生產。

## 設計

### 內部結構
基本上，SG 550/551/552/553系列為SG-540/541的改進型，其結構與FN FNC和AK較為相似，該槍採用長行程導氣活塞的自動方式，活塞桿與機框相連，槍機頭有兩個大型閉鎖凸耳。
但不同的是，SG 550/551/553的複進簧是繞在活塞桿上，位於槍管上方。而槍管和活塞桿都很短的SG 552則把復進簧移到機匣後面，位於機框內部的上方。
這樣的複進簧位置，可能使其受到的導氣活塞和活塞筒的極端工作溫度影響，縮短了彈簧的使用壽命；但瑞士軍隊通過試驗，認為這樣的設計有利於提供連發射擊的精度。
與AK系列步槍不同的是，SG 550的活塞頭有自動關閉功能，當進入導氣箍內的少量火藥氣體推動活塞後坐，使機框後坐的時候，活塞頭又會暫時關閉導氣孔，減少了進入導氣管中的氣體，而且導氣管上有一個向外排泄多餘氣體的氣孔；因此導氣管中的氣體量有限，這樣可避免活動部件的劇烈運動。在導氣箍上還有氣體調節器，有兩個大小不同的導氣量和一個關閉檔位（後者用於發射槍榴彈）。

### 槍口裝置
SG 550系列步槍的槍口上裝有“鳥籠”式消焰器，直徑為22毫米，其中SG 550的槍口消焰器可直接發射北約標準22毫米槍榴彈。
在SG 550的槍管上還有刺刀座。

### 兩腳架／槍托
SG 550的下護木可安裝可拆卸式兩腳架，不使用時可折疊在護木的兩腳架收容槽內。而聚合物槍托則可折疊在機匣右側。

### 使用彈藥
瑞士軍隊制式步槍子彈為Gw Pat.90 5.6毫米（GP 90），有效射程300公尺，亦可通用5.56毫米北約步槍子彈，有效距離400公尺（若加瞄準鏡可達600公尺）。

### 供彈具
SG 550系列步槍配用的彈匣是以半透明塑料製成的，在彈匣壁兩側附有彈匣連接卡榫，這能夠使多個彈匣不需附加其它裝置，就可以很方便地並聯在一起（HK G36的彈匣都是採用了這種設計）。彈匣固定方式為AK的前鉤後掛式，故無法使用STANAG彈匣。
瑞士軍隊的Stgw 90通常只會配備20發彈匣，按照瑞士軍隊的手冊規則，通常要求只作半自動射擊，全自動是在緊急情況下才使用。
不過SIG還生產了5、10、20及30發容量的彈匣，可供用戶選擇（一般海外用戶使用的SG 550標準型，都是使用30發彈匣）；20發容量彈匣空重95克，而30發容量彈匣空重110克。

### 榴彈發射器
SG 550能對應Swiss Arms生產的SIG GL 5040附加型榴彈發射器。

## 優點／缺點
SG 550系列的主要優點是精度高及可靠性優異。而其主要的缺點則是重量較高，導致其機動性降低等。

## 使用者
注：以下只包括SG550及SG551的使用國，並不包括其他衍生型（如：SG552、553和556）。
- 阿根廷
- - 特警單位（SG551-2P-SWAT）
- 巴西
  - 巴西聯邦警察（SG550、SG551）
  - 巴西空軍（SG 551）
- 智利
- 捷克
  - 特警單位（SG551-2P-SWAT）
- 埃及
  - 特警單位（SG550、SG551）
- 爱沙尼亚
  - 愛沙尼亞刑事警察K突擊隊（英语：K-Commando）（SG551-2P SWAT）
- 法國
  - 法國陸軍（SG551、SG551 LB）
  - 法國海軍突擊隊（SG550、SG551）
  - 國家憲兵干預組（SG551）[2]
- 德国
  - 德國聯邦警察GSG 9（SG551）
  - 德國邦警察（英语：Landespolizei）特別行動突擊隊（SG551）
- 印度
  - 國家安全衛隊（英语：National Security Guard）（SG551）
- 印度尼西亞
  - 特種部隊單位（SG550 SR）
- 约旦
  - 約旦皇家陸軍（英语：Royal Jordanian Army）（SG550 SR）
- 立陶宛
  - 特種部隊單位（SG551）
- 澳門
  - 治安警察局特別行動組（SG551）
- 马来西亚
  - 特種部隊單位（SG551-2PR SWAT）
- 馬爾他
  - 馬耳他武裝部隊（英语：Armed Forces of Malta）（SG551）
- 荷蘭
- 巴基斯坦
  - 特警單位（SG550-2P、SG551-2P SWAT）
- 菲律賓
  - 菲律賓武裝部隊（SG550）
- 波蘭
  - 波蘭武裝部隊行動應變及機動組（SG551）
- 葡萄牙
  - 葡萄牙治安警察局（英语：Polícia de Segurança Pública）特別行動組（SG550-1 SR）
- 羅馬尼亞
  - 特種部隊單位（SG551）
- 沙烏地阿拉伯
  - 沙特皇家海軍（SG550）
- 斯洛伐克
  - 斯洛伐克警察特別任務單位（SG551 SWAT）
- 西班牙
  - 西班牙國家警察（英语：Spanish National Police）特別行動組（英语：Grupo Especial de Operaciones）（SG551 SWAT）
- 瑞士
  - 瑞士武裝部隊（SG550）
  - 特警單位（SG550 SR）
- 中華民國
  - 警政署維安特勤隊（SG551-1P）：作為精確射手步槍進行制高點及狹窄地形狙擊使用。[3]
- 土耳其
  - 特種部隊單位（SG550 SR）
- 英国
  - 部份地方警察局的武裝特警單位（SG551）
- 美国
  - 聯邦調查局特種武器和戰術部隊（SG551）
  - 美國緝毒局（SG551）
  - 部份地方警察局的特種武器和戰術部隊（SG551）
- 梵蒂冈
  - 瑞士近衛隊（SG550）
- 委內瑞拉
  - 特種部隊單位（SG550 SR）

## 衍生型

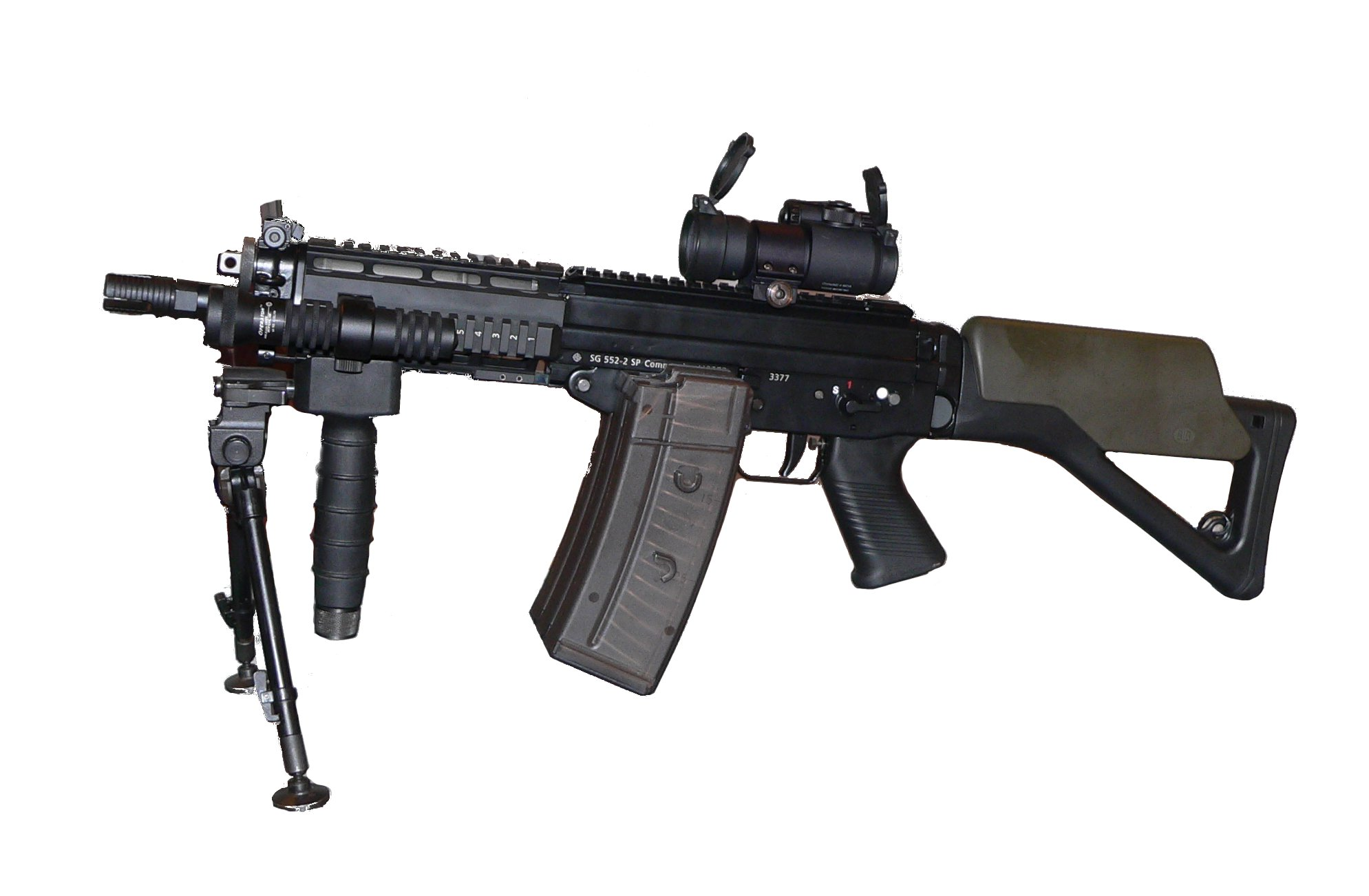
SG 552

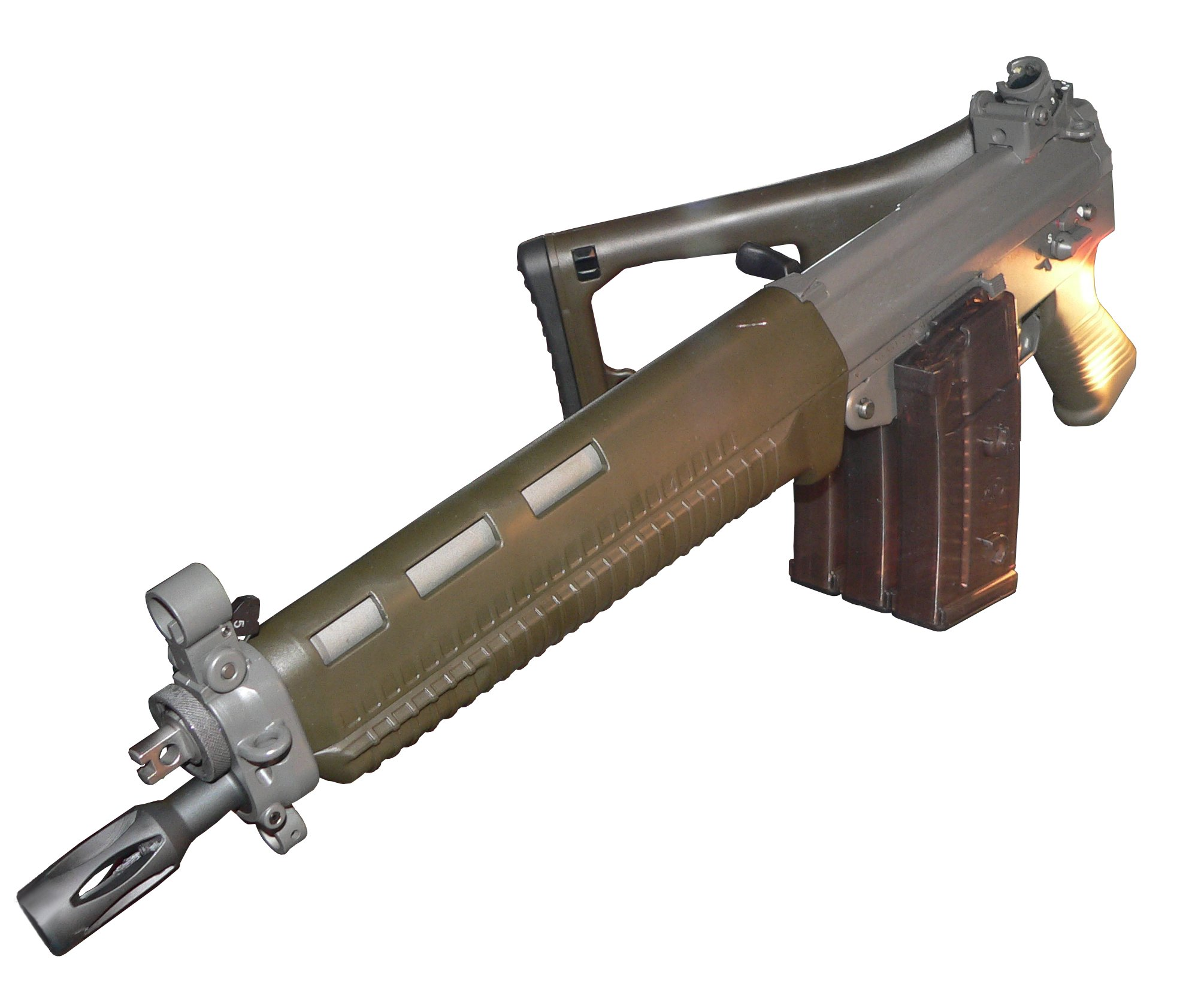
SG 551

### SG 550
標準型，槍管長528mm (20.8英吋)。

#### SG 550 SP
民用半自動型。

#### SG 550 Sniper
狙擊型。

### SG 551
短管卡賓槍型，槍管長363mm (14.3英吋)。

#### SG 551 SP
民用半自動型，專供出口。

#### SG 551 SWAT
SG 551的警用型。

#### SG 551 LB
長槍管，為發射槍榴彈和裝上刺刀設計，槍管長454mm (17.9英吋)。

#### SG 751 SAPR
由SG 551发展而来的，发射.308/7.62NATO弹的SAPR步枪。
该枪有应美国JDI Firearms要求特别生产的6.5 Creedmoor型号，但是因为进口许可问题，换回了.308/7.62毫米NATO枪管。

### SG 552
超短管軍用突擊型，槍管長226mm (8.9英吋)。

#### SG 552 LB
SG 552的長槍管型，為發射槍榴彈和裝上刺刀設計，槍管長346mm (13.6英吋)。

### SG 553
超短管軍用突擊型SG 552的改進型，可整合戰術導軌，槍管長227mm (8.94英吋)。

#### SG 553 LB
SG 5523的長槍管型，槍管長347mm(13.66英吋)

### SG 556
SG 552的民用半自動卡賓型，美國造，專供美國民用市場。

## SIG SG 550與現代世界相若的突擊步槍比較
|                        | 俄羅斯 · AK-12                            | 美国 · M16A4         | 比利时 · FN SCAR L-STD | 德国 · HK416 A5-16.5" | 德国 · HK G36              | 奥地利 · 斯泰爾AUG A3 | 義大利 · 貝瑞塔ARX-160 | 瑞士 · SIG SG 550      | 中華民國 · T91步槍     |
| ---------------------- | ----------------------------------------- | -------------------- | ---------------------- | --------------------- | -------------------------- | --------------------- | ---------------------- | ---------------------- | ---------------------- |
| 外觀                   |                                           |                      |                        |                       |                            |                       |                        |                        |                        |
| 採用年份               | 2018年                                    | 2002年               | 2007年                 | 2005年                | 1997年                     | 2005年                | 2009年                 | 1990年                 | 2002年                 |
| 重量（不含彈匣），公斤 | 3.3                                       | 3.4                  | 3.545                  | 3.56                  | 3.63                       | 3.9                   | 3.1                    | 4.1                    | 3.17                   |
| 槍托伸展全長，毫米     | 945                                       | 1,033                | 900                    | 951                   | 999                        | 745                   | 920                    | 998                    | 880                    |
| 槍管長度，毫米         | 415                                       | 508                  | 368                    | 419                   | 480                        | 455                   | 406                    | 528                    | 406                    |
| 子彈                   | 5.45×39毫米 蘇聯口徑 5.56×45毫米 北約口徑 | 5.56×45毫米 北約口徑 | 5.56×45毫米 北約口徑   | 5.56×45毫米 北約口徑  | 5.56×45毫米 北約口徑       | 5.56×45毫米 北約口徑  | 5.56×45毫米 北約口徑   | 5.56×45毫米 北約口徑   | 5.56×45毫米 北約口徑   |
| 發射模式               | 半自動 兩發點放 全自動                    | 半自動 三發點放      | 半自動 全自動          | 半自動 全自動         | 半自動 全自動              | 半自動 全自動         | 半自動 全自動          | 半自動 三發點放 全自動 | 半自動 三發點放 全自動 |
| 發射速率，發／分鐘     | 600—700                                   | 700—950              | 550—650                | 700—900               | 750                        | 680—750               | 700                    | 700                    | 800-850                |
| 槍口初速，米／秒       | 900                                       | 948                  | 800                    | N/A                   | 920                        | N/A                   | N/A                    | 980                    | 840                    |
| 有效射程，米           | 625—800                                   | 600                  | 500                    | 500                   | 500                        | 450                   | 400—600                | 650                    | 400—600                |
| 彈匣容量，發           | 30 （60／95）                             | 30 （20／100）       | 30 （20／100）         | 30 （20／100）        | 30 （100）                 | 30 （42／100）        | 30 （20／100）         | 20 （5／10／30）       | 30 （42／100）         |
| 標準瞄準具型式         | 機械瞄具                                  | 機械瞄具             | 機械瞄具               | 機械瞄具              | 3倍光學瞄準鏡 準直式瞄準鏡 | 1.5 倍光學瞄準鏡      | 開放式瞄具             | 機械瞄具               | 機械瞄具               |
| 步槍瞄準鏡安裝型式     | 皮卡汀尼導軌                              | 皮卡汀尼導軌         | 皮卡汀尼導軌           | 皮卡汀尼導軌          | 皮卡汀尼導軌               | 皮卡汀尼導軌          | 皮卡汀尼導軌           | 皮卡汀尼導軌           | 皮卡汀尼導軌           |
| 榴彈發射器             | GP-25／GP-30／GP-34                       | M203 M320            | FN40GL                 | HK AG-C/EGLM          | HK AG36                    | M203 HK AG-C/EGLM     | 貝瑞塔GLX-160          | SIG GL 5040            | T85                    |

## 圖片

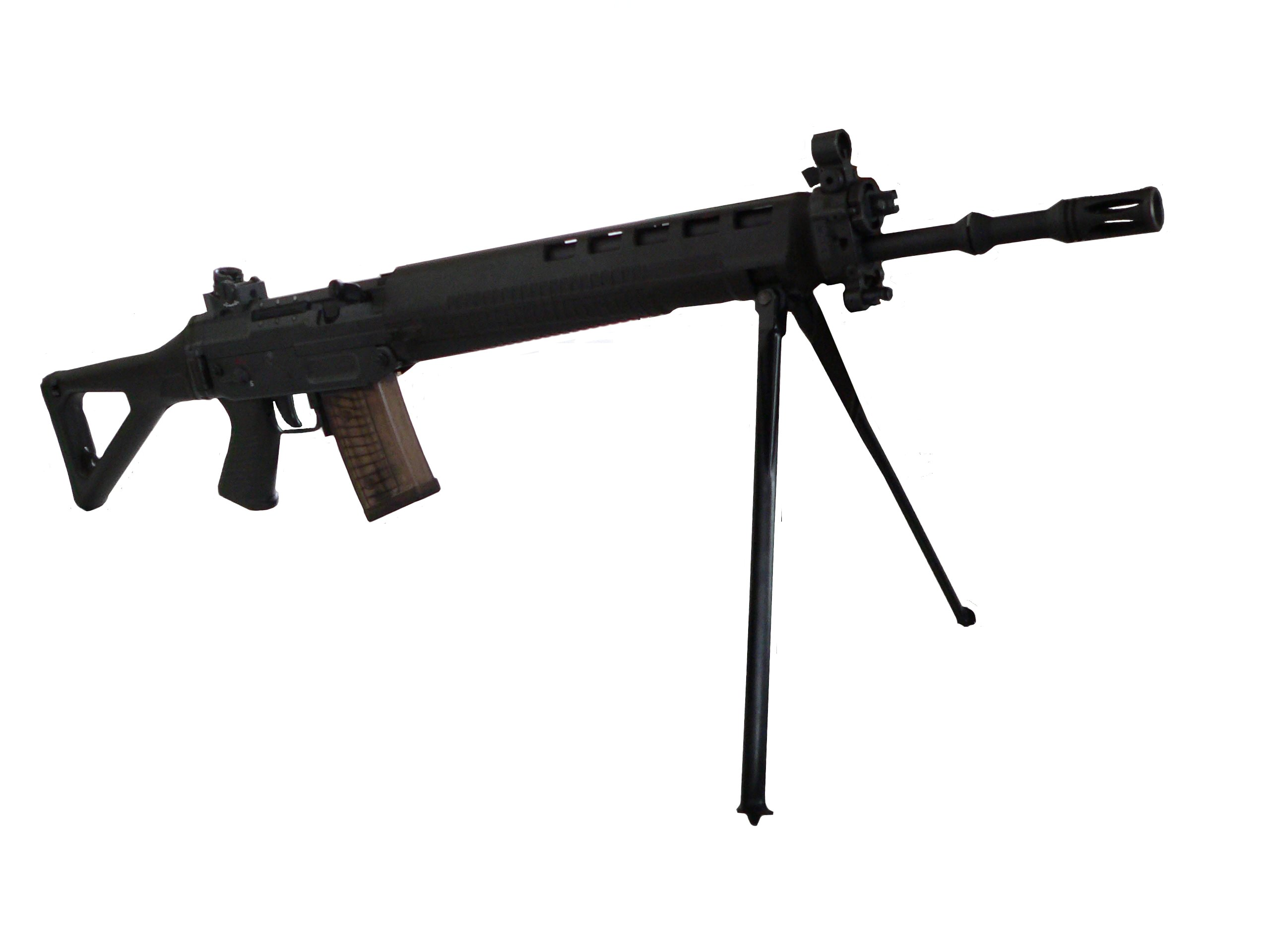
開啟兩腳架
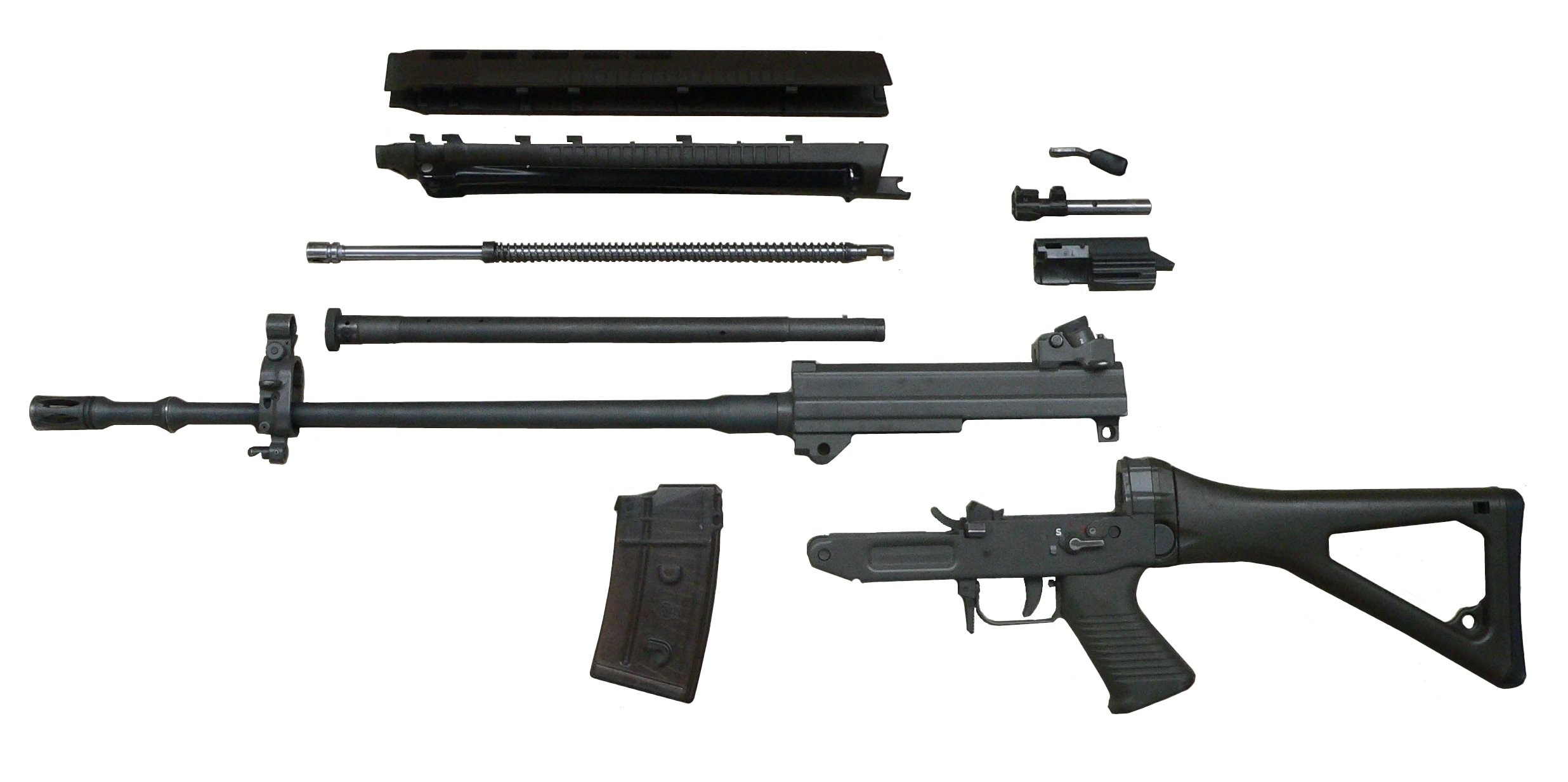
SG 550大部份分解
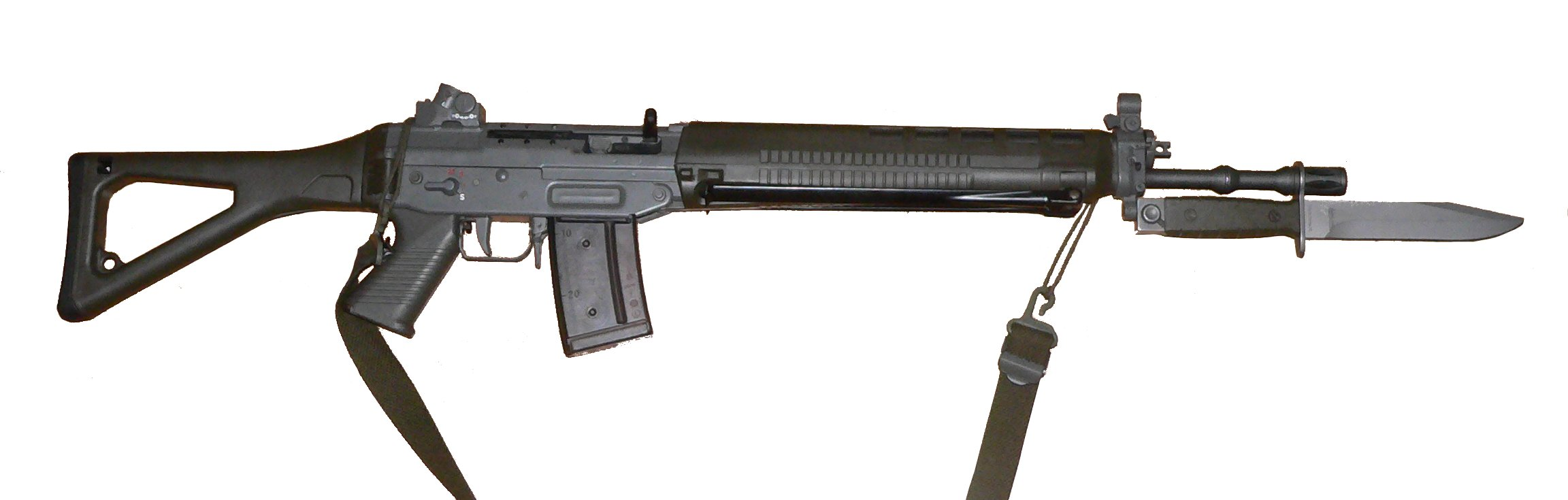
加上刺刀及背帶
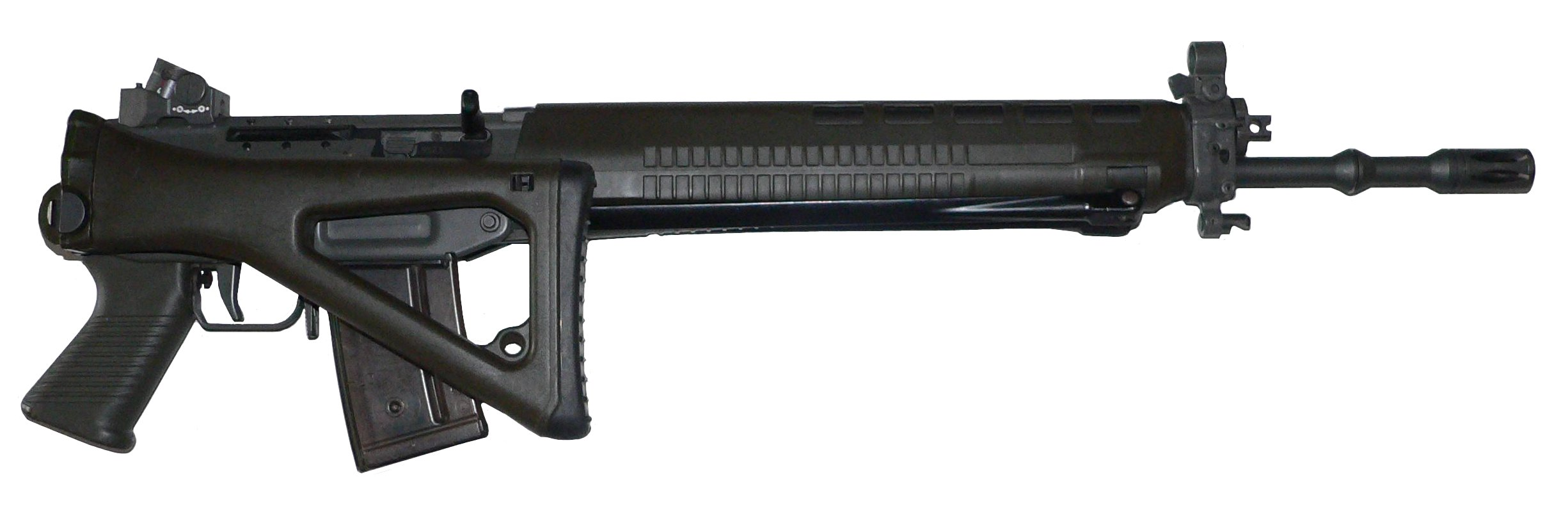
槍托摺疊
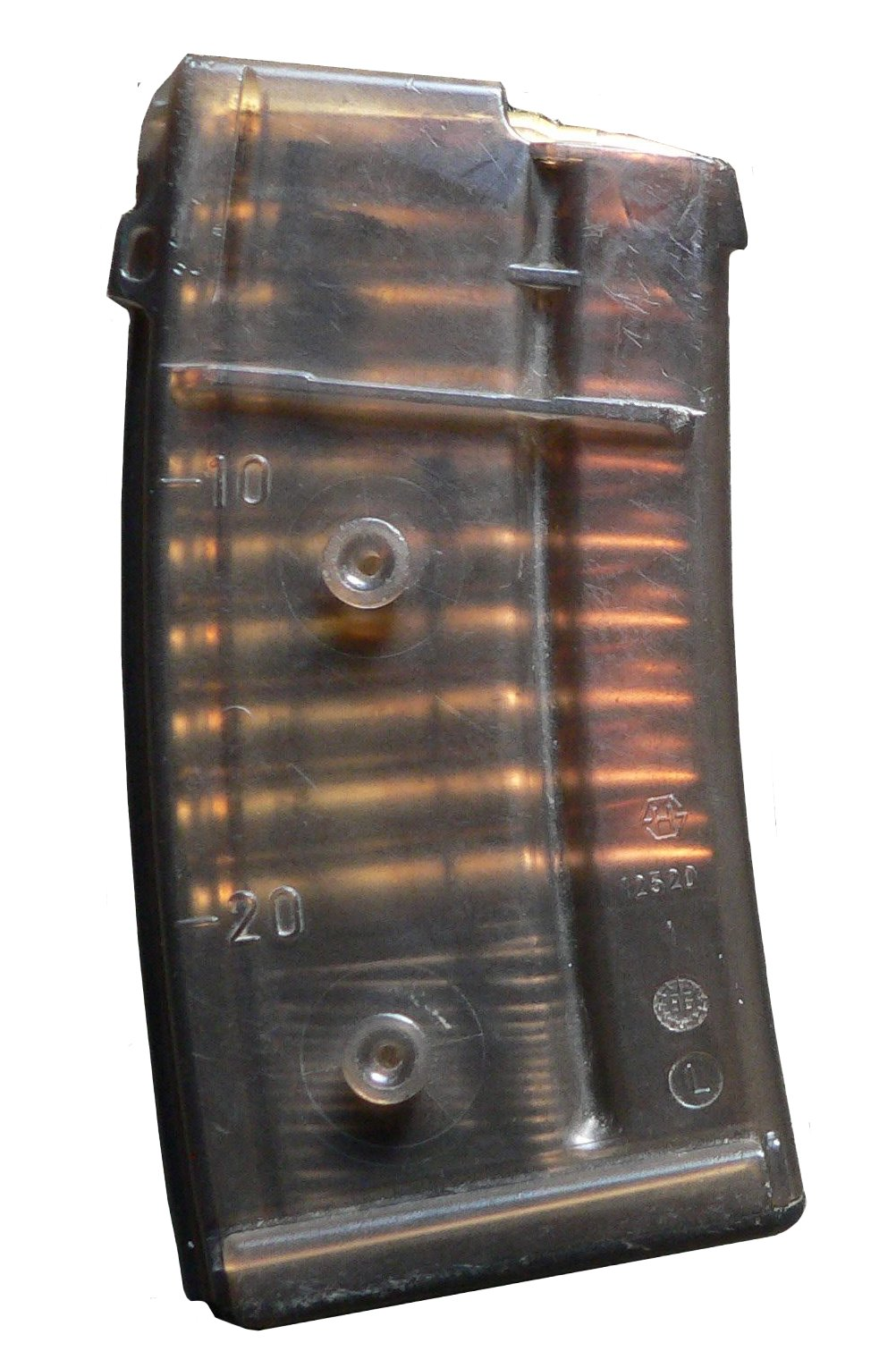
可並聯的半透明彈匣
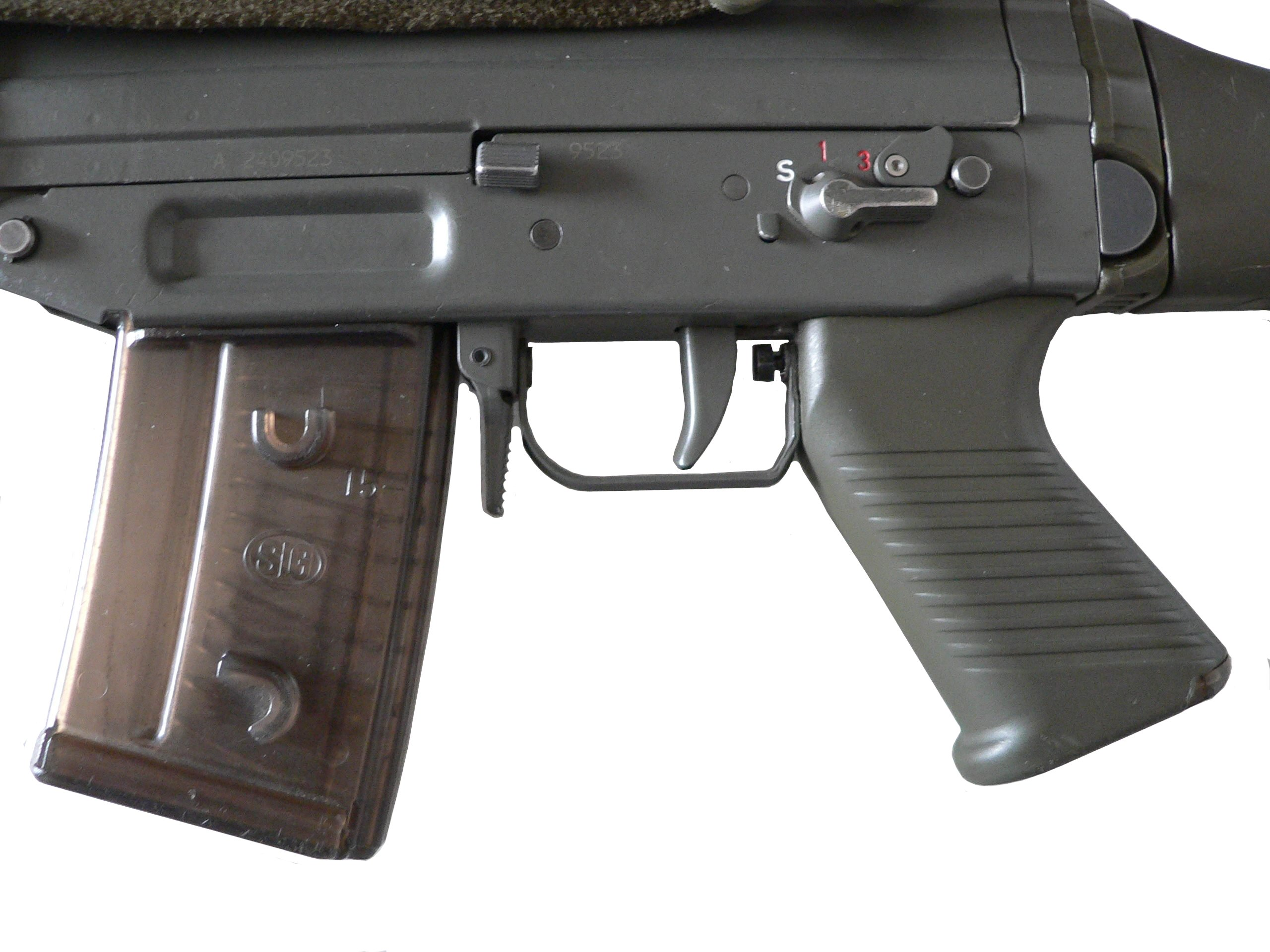
左面機匣
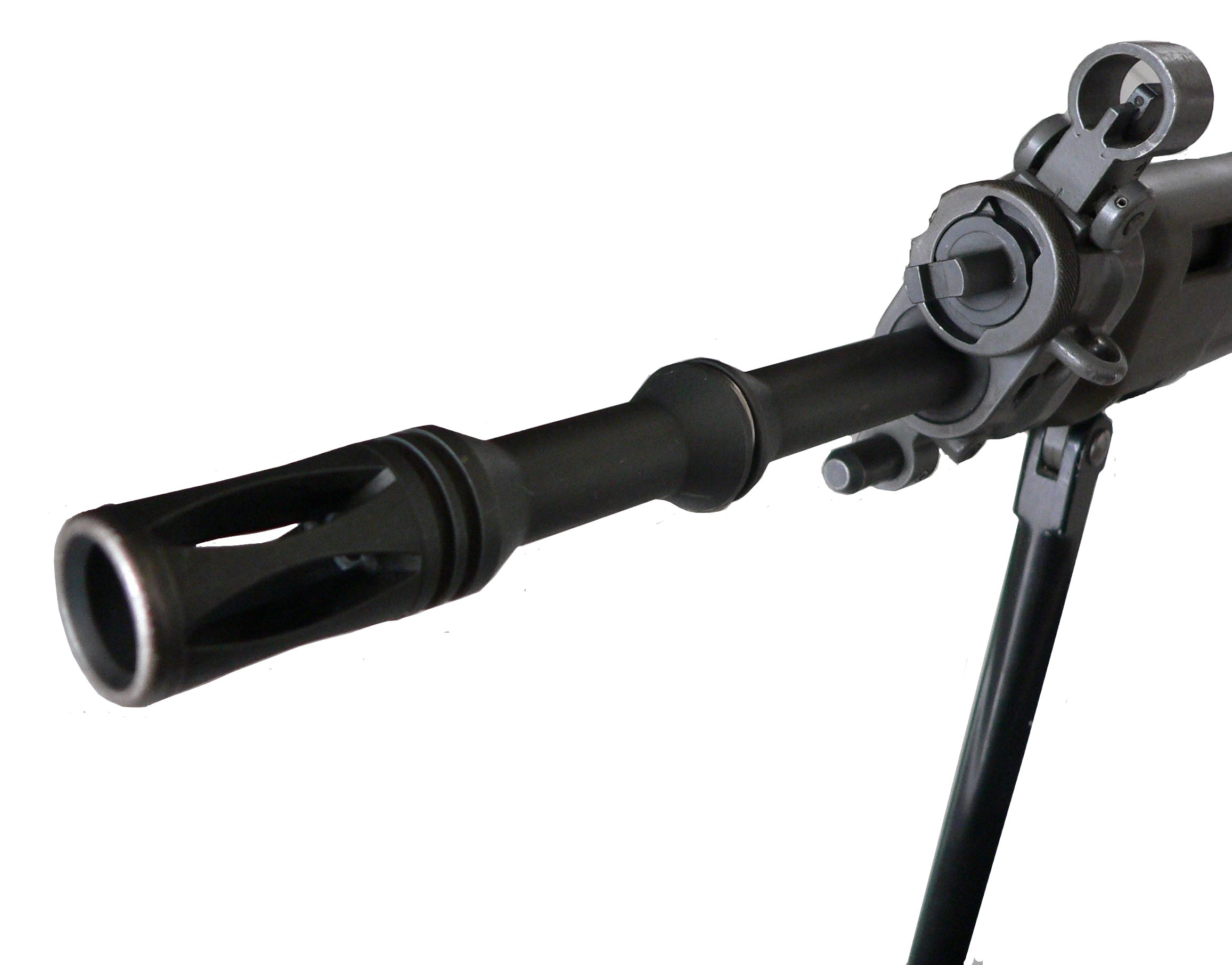
消焰器
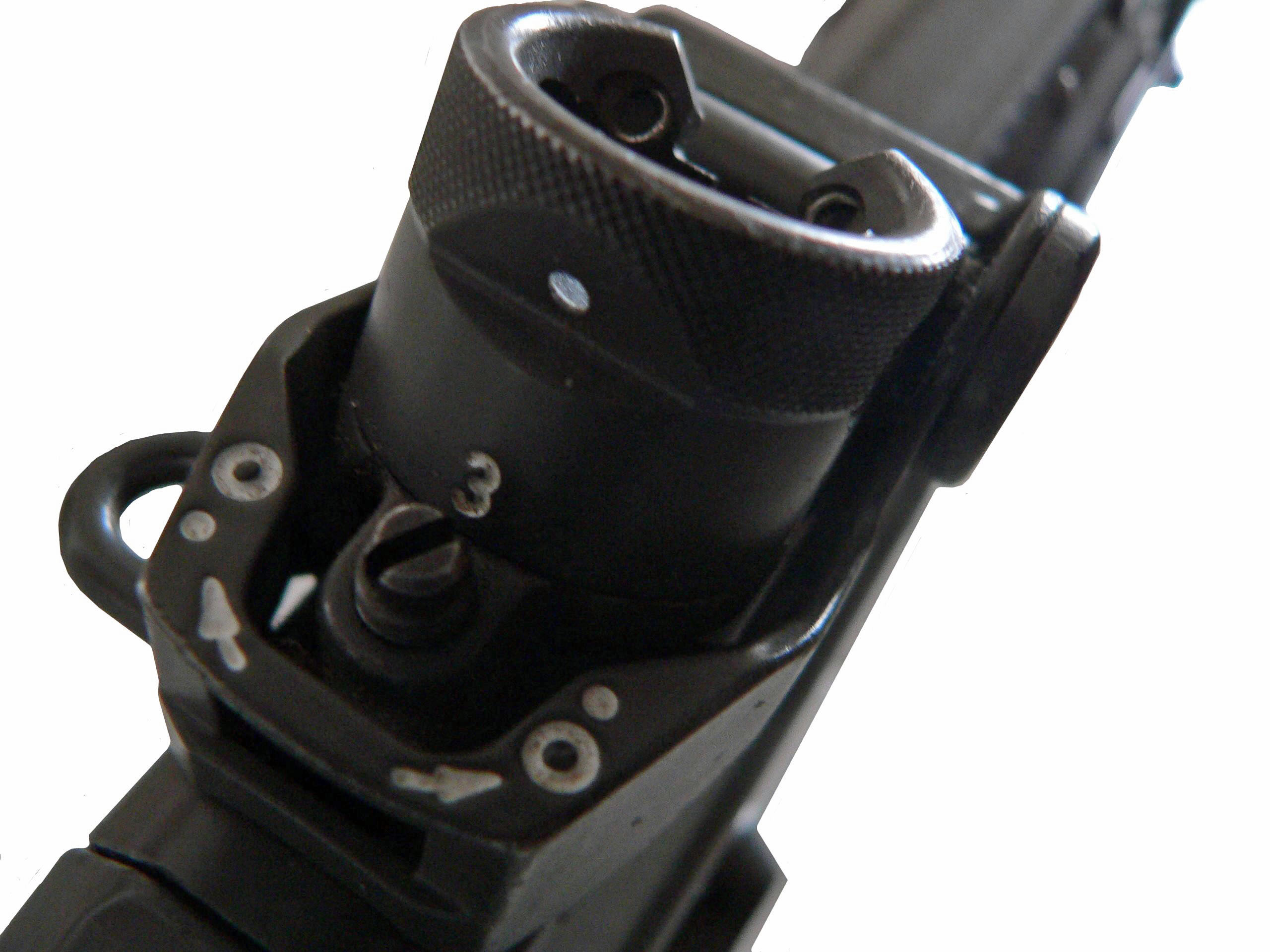
可調式照門
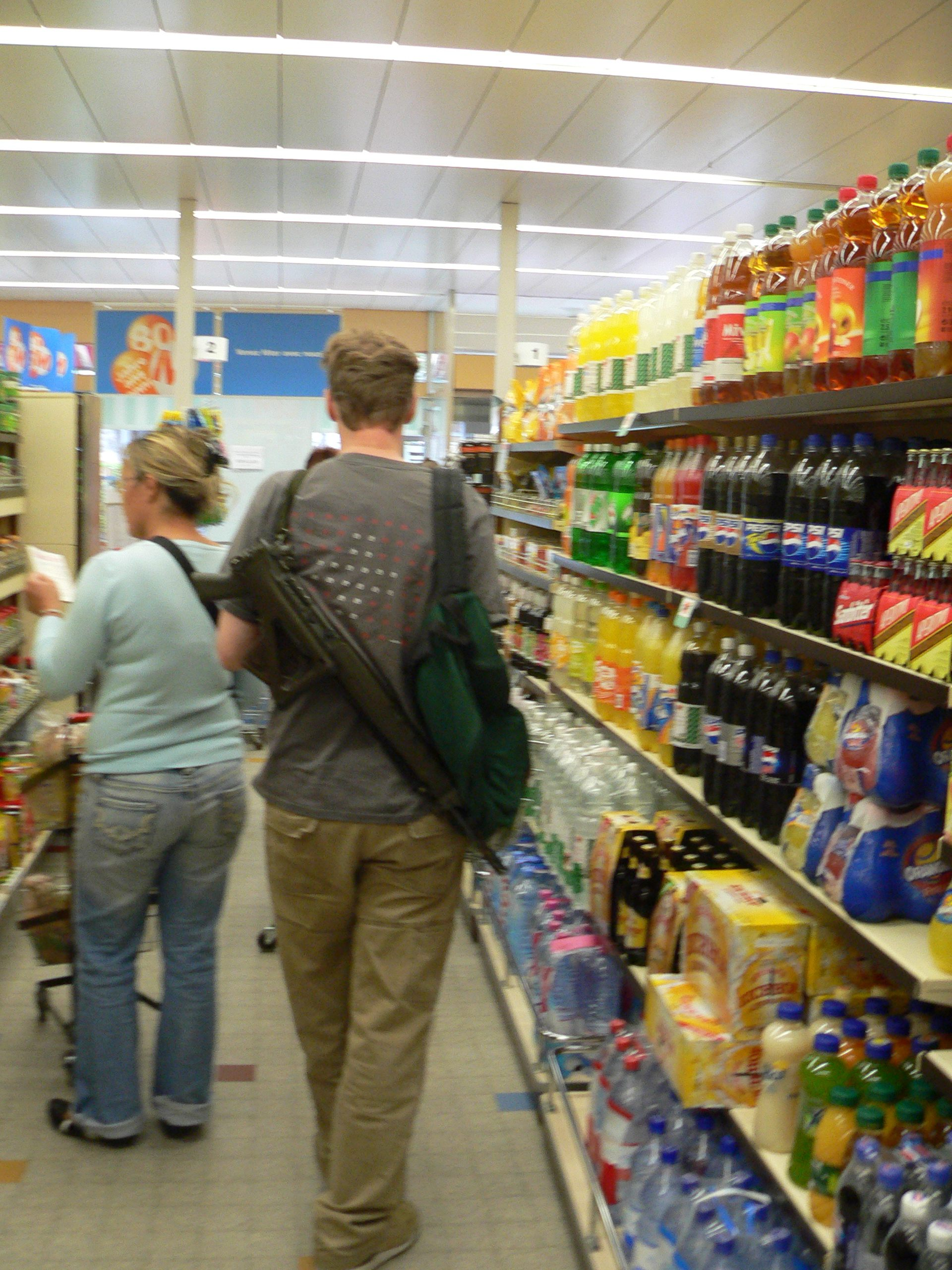
背著Stgw 90到超市購物的瑞士民兵

## 流行文化

### 電影
- 2018年—《红海行动》：型号为SG 551，由中国人民解放軍海军“蛟龙突击队”观察手李懂（尹昉饰）所使用，加装了消音器，狙击镜以及导轨型护木。

### 電子遊戲
- 1999年—及其後續作品（Online；而在《全球攻勢》中則被Mk 20狙擊支援步槍所取代）：型號為SG 550狙擊型，命名為「Krieg 550 Commando」，使用20發彈匣供彈卻可裝填30發子彈，為反恐部隊的專用狙擊步槍。奇怪地在全自動射擊時射速偏低，而且第一人稱視角的武器模組，採用鏡像佈局（右手持槍時拉機柄和拋殼口在左邊），也沒有無彈後定。另外遊戲內亦存在著SG 552，但奇怪地被設定為恐怖份子專用武器。
- 2002年—：型號為SG 551，配備有瞄準鏡，僅出現於多人遊戲。
- 2007年—：型號為SG 550，為僱傭兵陣營的常用武器。奇怪地在第一人稱視角的武器模組，採用鏡像佈局（拉機柄和拋殼口在左邊）。
- 2008年—《戰地之王》：型號如下，偵察兵：SG 552，步槍兵：SG 550，SG 556。以改裝限制而言，SG 552。SG 550有改裝限制；而SG 556則沒有；SG 552有強化昇級版：「SG552 Rail」，並可改裝配件，而SG 556之前過於不公平，一次更新時改正為正常性能版（素質圖不變）。
- 2012年—《战争前线》：型号为SG 550狙击型与SG 551：
  - SG 550狙击型命名为“SIG 550”，使用20发弹匣供彈，为狙击手专用武器，高级解锁，可以改装枪口配件（狙击枪制退器）、战术导轨配件（狙击枪双脚架、特殊狙击枪双脚架）以及瞄准镜（狙击枪5.5x瞄准镜、狙击枪4.5x中程瞄准镜、狙击枪4x短程瞄准镜、狙击槍5x快速瞄准镜）。拥有都市迷彩涂装版本，增加威力和射程，可以改装枪口配件（通用消音器、狙击枪消音器、狙击枪制退器）、战术导轨配件（狙击枪双脚架、特殊狙击枪双脚架）以及瞄准镜（狙击枪5.5x瞄准镜、狙击枪4.5x中程瞄准镜、狙击枪4x短程瞄准镜、狙击槍5x快速瞄准镜）。
    - 都市迷彩版本为活动武器。

  - SG 551被命名为“SIG 551”，使用30发弹匣供彈，为步枪手专用武器，可以改装枪口配件（通用消音器、突击消音器、突击制退器、突击刺刀）、战术导轨配件（通用握把、突击握把、突击握把架、枪挂型榴弹发射器）以及瞄准镜（EOTECH 553全息瞄准镜、绿点全息瞄准镜、ELCAN SpecterDS瞄准镜、红点瞄准镜、步枪高级瞄准镜、Trijicon ACOG瞄准镜）。
    - 中国大陆服务器为专家解锁，欧美与俄罗斯服务器为K点武器。
- 2013年—《絕對武力Online 2》：型號為SG550，命名為“SG550”，被裝上倍率瞄準鏡充當狙擊步槍。為反恐小組專用武器。
- 2021年—《蔚藍檔案》：為砂狼白子的專屬武器。

### 動畫
- 2002年—《神槍少女》：型號為SG 550狙擊型，由艾爾莎所使用。
- 2008年—《CANAAN》：型號為SG 550狙擊型，由迦南所使用。
- 2012年—《Upotte!!槍械少女》：槍枝擬人動畫，SG 550為其角色之一。
- 2014年—《刀劍神域II》：型號為SG 550，「幽靈子彈」篇中由GGO玩家「戴因」所使用。

### 輕小說
- 2010年—《刀劍神域》：型號為SG 550，「幽靈子彈」篇中由GGO玩家「戴因」所使用。

## 参見
- SIG SG 510
- SIG SG 540
- SIG SG 552
- SIG SG 553
- SIG SG 556
- SIG 522LR
- SIG SG 516
- SIG M400
- SIG GL 5040